# One Love (album Blue)
| Recensione | Giudizio |
| ---------- | -------- |
| AllMusic   |          |

One Love è il secondo album della boy band inglese Blue, pubblicato nel 2002 nel Regno Unito e nel resto d'Europa, e nel 2003 negli Stati Uniti. L'album ha debuttato direttamente alla prima posizione della classifica inglese.

## Tracce
1. One Love – 3:25 (Duncan James, Lee Ryan, Simon Webbe, Antony Costa, Mikkel S. Eriksen, Tor Erik Hermansen, Hallgeir Rustan)
2. Riders – 3:45 (Duncan James, Lee Ryan, Simon Webbe, Antony Costa, Mikkel S. Eriksen, Tor Erik Hermansen, Hallgeir Rustan)
3. Flexin' – 4:02 (David Dawood, Simon Webbe, Joe Belmaati, Mich Hansen)
4. Sorry Seems to Be the Hardest Word (featuring Elton John) – 3:41 (Elton John, Bernie Taupin)
5. She Told Me – 4:01 (Duncan James, Lee Ryan, Simon Webbe, Antony Costa, Mikkel S. Eriksen, Tor Erik Hermansen, Hallgeir Rustan)
6. Right Here Waiting – 3:33 (Rob Davis, Martin Harrington, Ash Howes)
7. U Make Me Wanna – 3:47 (John McLaughlin, Harry Wilkins, Steve Robson)
8. Ain't Got You – 4:33 (Duncan James, Lee Ryan, Simon Webbe, Antony Costa, Mikkel S. Eriksen, Tor Erik Hermansen, Hallgeir Rustan)
9. Supersexual – 3:40 (Duncan James, Lee Ryan, Simon Webbe, Antony Costa, Gary Barlow, Eliot Kennedy, Tim Woodcock)
10. Don't Treat Me Like a Fool – 3:53 (Angie Stone, Terry Britten)
11. Get Down – 4:10 (Rob Davis, Duncan James)
12. Privacy – 4:00 (Rasmus Bille Bahncke, René Tromborg, Remee, Ali Tennant, Simon Webbe, Antony Costa)
13. Without You – 3:27 (Lee Ryan, Mark Hall, Conner Reeves)
14. Invitation – 3:33 (Multiman, Jens Lomholt, Philip Dencker, Simon Webbe, Ali Tennant)
15. Like a Friend – 4:15 (John Themis, Antony Costa, Ali Tennant)

Bonus track per il Giappone
1. If You Come Back – 3:29 (Nicole Formescu, Lee Brennan, Ruffin, Ian Hope)
2. Sweet Thing – 3:38 (SUPA'FLYAS, Damon Sharpe, Lindy Robbins, Ali Tennant, Simon Webbe)
3. Blue in Japan (Video)

Bonus track per l'Australia
1. All Rise (Blacksmith R'n'B Radio Rub Dub) – 4:14 (Simon Webbe, Daniel Stephens, Mikkel S. Eriksen, Tor Erik Hermansen, Hallgeir Rustan)
2. Too Close (Blacksmith R'n'B Club Rub) – 5:43 (Kier Gist, Darren Lighty, Robert Huggar, Raphael Brown, Robert Ford Jr., Denzil Miller, James B. Moore, Kurtis Walker, Larry Smith)

DVD edizione speciale australiana
1. One Love: The Sequel (Music Video) – 3:46
2. One Love: The Sequel (Making of the Video) – 3:46
3. One Love (Music Video) – 3:38
4. Sorry Seems to Be the Hardest Word (Music Video) – 3:41
5. U Make Me Wanna (Music Video) – 3:38
6. Don't Treat Me Like a Fool (Music Video) – 3:53
7. Live Tour Video Clips
8. One Love: The Sequel – 3:46 (Duncan James, Lee Ryan, Simon Webbe, Antony Costa, Mikkel S. Eriksen, Tor Erik Hermansen, Hallgeir Rustan)
9. Sorry Seems to Be the Hardest Word (Extended Mix) (featuring Elton John) – 4:04 (Elton John, Bernie Taupin)
10. One Love (Octave Remix) – 3:54 (Duncan James, Lee Ryan, Simon Webbe, Antony Costa, Mikkel S. Eriksen, Tor Erik Hermansen, Hallgeir Rustan)
11. U Make Me Wanna (Urban North Edit) – 3:14 (John McLaughlin, Harry Wilkins, Steve Robson)
12. Made for Loving You – 3:25 (Gary Barlow, Antony Costa, Duncan James, Kennedy, Lee Ryan, Simon Simon Webbe, Tim Woodcock)
13. Sweet Thing – 3:38 (SUPA'FLYAS, Damon Sharpe, Lindy Robbins, Ali Tennant, Simon Webbe)
14. Get Ready – 3:23 (Smokey Robinson)

DVD edizione speciale taiwanese
1. One Love (Video)
2. If You Come Back (Video)
3. All Rise (Video)
4. Long Time (Video)
5. Fly By II (Video)
6. One Love (Making of the Video)
7. Interview

## Classifiche
| Classifica (2002-03) | Posizione massima |
| -------------------- | ----------------- |
| Austria              | 19                |
| Belgio (Fiandre)     | 23                |
| Danimarca            | 24                |
| Francia              | 32                |
| Germania             | 15                |
| Giappone             | 9                 |
| Italia               | 10                |
| Norvegia             | 9                 |
| Nuova Zelanda        | 21                |
| Paesi Bassi          | 6                 |
| Regno Unito          | 1                 |
| Singapore            | 1                 |
| Svezia               | 56                |
| Svizzera             | 31                |
| Ungheria             | 18                |